# ريتشارد داوسون
ريتشارد داوسون (بالإنجليزية: Richard Dawson)‏ مواليد 20 نوفمبر 1932 في جوسبورت، هامبشير، إنجلترا - الوفاة 2 يونيو 2012 في لوس أنجلوس، هو ممثل وكوميدي أمريكي بدأ مسيرته الفنية سنة 1960. امتدت مسيرته الفنية لأكثر من 35 عاما. ظهر في فيلم أطول يوم (1962).

## روابط خارجية
- ريتشارد داوسون على موقع IMDb (الإنجليزية)
- ريتشارد داوسون على موقع روتن توميتوز (الإنجليزية)
- ريتشارد داوسون على موقع ألو سيني (الفرنسية)
- ريتشارد داوسون على موقع ميوزك برينز (الإنجليزية)
- ريتشارد داوسون على موقع تيرنر كلاسيك موفيز (الإنجليزية)
- ريتشارد داوسون على موقع قاعدة بيانات الأفلام السويدية (السويدية)
- ريتشارد داوسون على موقع إن إن دي بي (الإنجليزية)
- ريتشارد داوسون على موقع ديسكوغز (الإنجليزية)
- ريتشارد داوسون على موقع قاعدة بيانات الفيلم (الإنجليزية)